# 本沢温泉
本沢温泉（ほんざわおんせん）は、長野県南佐久郡南牧村にある温泉。八ヶ岳連峰硫黄岳の山中、標高2,150mにあり、登山でのみ行くことができる温泉である。

## 概要

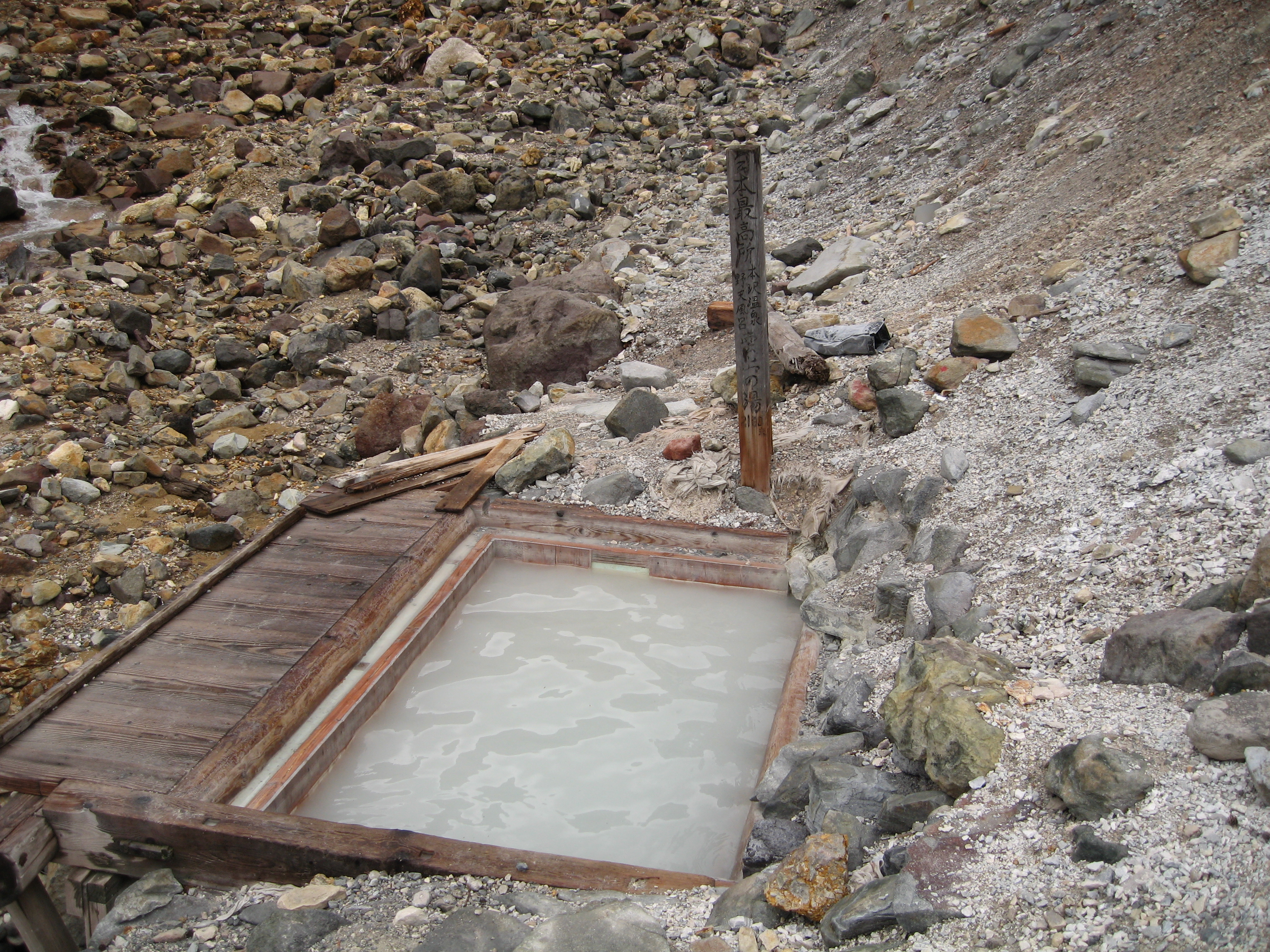
本沢温泉の露天風呂

1882年（明治15年）創業の、一軒宿の「本沢温泉」が存在し、山小屋として硫黄岳や天狗岳への登山などに利用される。内湯は24時間入浴可。冬季も営業しており、通年営業の温泉宿としては日本で最高所である。温泉宿である「本沢温泉」から徒歩10分程度の場所に、日本最高所の露天風呂である「雲上の湯」がある。露天風呂の湯船は3〜4人程度が入れる大きさで、湯船の側には「日本最高所野天風呂」と書いた立標があるが、脱衣所や目隠しなどは全くない。
なお、本沢温泉の一帯（長野県南佐久郡南牧村海尻字本沢）は日本郵便から交通困難地の指定を受けているため、通年にわたり地外から当地宛に郵便物を送付することはできない。

## 泉質
- 酸性 - 含硫黄 - カルシウム・マグネシウム - 硫酸塩泉など

内湯と露天風呂で泉質が異なる。

## 交通アクセス
公共交通機関
- JR小海線松原湖駅から小海町営路線バス[2]（稲子湯行き）で終点下車。登山道を「しらびそ小屋」経由で徒歩約3時間半。
- JR中央本線茅野駅からアルピコ交通（諏訪バス）麦草峠線に乗車、麦草峠または白駒池で下車。徒歩約4時間～4時間半（稜線経由）。

自家用車
- 上信越自動車道佐久ICから普通乗用車駐車場まで約1時間。夏期は普通乗用車の駐車場から徒歩約2時間、またはその先にある四輪駆動車専用駐車場から徒歩約1時間。冬季は本沢林道入口から徒歩約5時間。